# Supercopa de Europa 1994
La Supercopa de Europa de 1994 fue la decimonovena edición de la Supercopa de Europa, jugada a doble partido entre el Milan de Italia y el Arsenal de Inglaterra, campeones respectivos de la Liga de Campeones de la UEFA y la Recopa de Europa de la temporada 1993-94. El partido de ida se jugó el 1 de febrero de 1995, en Highbury (Londres), y una semana después se jugó el partido de vuelta en San Siro (Milán). El Milan ganó la Supercopa por 2-0 en el global.
Los equipos se clasificaron al ganar la Liga de Campeones de la UEFA 1993-94 y la Recopa de Europa 1993-94. El Milan ganó la Liga de Campeones de la UEFA tras derrotar al Barcelona con un marcador 4-0 en la final, mientras que el Arsenal obtuvo su clasificación al derrotar al Parma por 1-0 en la final de la Recopa de Europa. Se trató de la primera ocasión en que ambos equipos se enfrentaron en una competición europea.
Un total de 38 044 espectadores de ambos equipos acudieron a ver el partido de ida, que quedó en empate sin goles. En la vuelta acudieron 23 953 aficionados y el Milan ganó con los goles de Zvonimir Boban y Daniele Massaro.

## Antecedentes

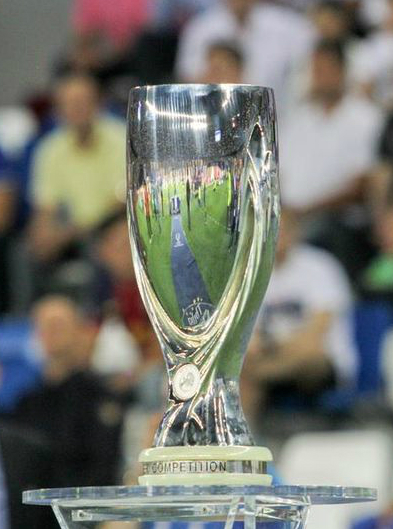
Trofeo de la Supercopa

El Arsenal obtuvo su clasificación tras ganar la Recopa de Europa 1993-94, en cuya final derrotó al Parma con un marcador de 1-0. Cabe señalar que el club únicamente recibió tres goles durante toda la competición que le valió el título. El Milan consiguió la otra plaza de la Supercopa al derrotar al Barcelona por 4-0 en la final de la Liga de Campeones de la UEFA 1993-94, lo que supuso su tercera Copa de Europa en seis años. Era la quinta participación del Milan en la Supercopa; antes del partido contra el Arsenal, había ganado el trofeo dos veces consecutivas (en 1989 y 1990), y la había perdido en otras dos ocasiones (en 1973 y 1993). Si bien el Milan y el Arsenal tenían hasta entonces un extenso historial de competiciones europeas que se remonta a 1955 y 1971, respectivamente, se trató de la primera ocasión en que ambos clubes se enfrentaron en un evento europeo.
En el Reino Unido no se televisaron los partidos en directo, sino que se retransmitieron posteriormente por Carlton (compañía de ITV con sede en Londres), Football Italia y Sky Sports. Durante la noche de fútbol de Trevor Brooking, en BBC Radio 5 Live, se retransmitió en directo el partido de vuelta.

## Partido de ida
El partido de ida se celebró en Highbury el 1 de febrero de 1995. Los preparativos del Milan se vieron eclipsados por la violencia que se produjo el 29 de enero en su partido de la liga italiana contra el Genoa. Los fanáticos de ambos equipos mantuvieron un ambiente de tensión y violencia desde antes de que comenzara el juego, lo que derivó en la muerte de Vincenzo Spagnolo, un aficionado de Genoa, que fue apuñalado y falleció mientras recibía tratamiento médico. Los enfrentamientos también dieron como resultado la intervención de la policía y el uso de gas lacrimógeno. Durante el descanso del partido se les comunicó la tragedia a los jugadores y al personal, por lo que el partido se suspendió. El técnico del Milan, Fabio Capello, admitió que sus jugadores se vieron profundamente afectados por el incidente y tuvieron problemas para concentrarse en el partido de la Supercopa, también le dijo a los periodistas: «Creo que el equilibrio psicológico de cada jugador ha sido dañado por la tragedia del domingo. Nuestro equipo estaba en perfecto estado hasta ese momento. Pero en los últimos días tuve que despertar a los jugadores. Así no soy capaz de anticipar qué tipo de Milan se verá». Un total de 800 aficionados del Milan viajaron a Londres, y Capello negó rumores de que una sección de ellos intentaran causar problemas.

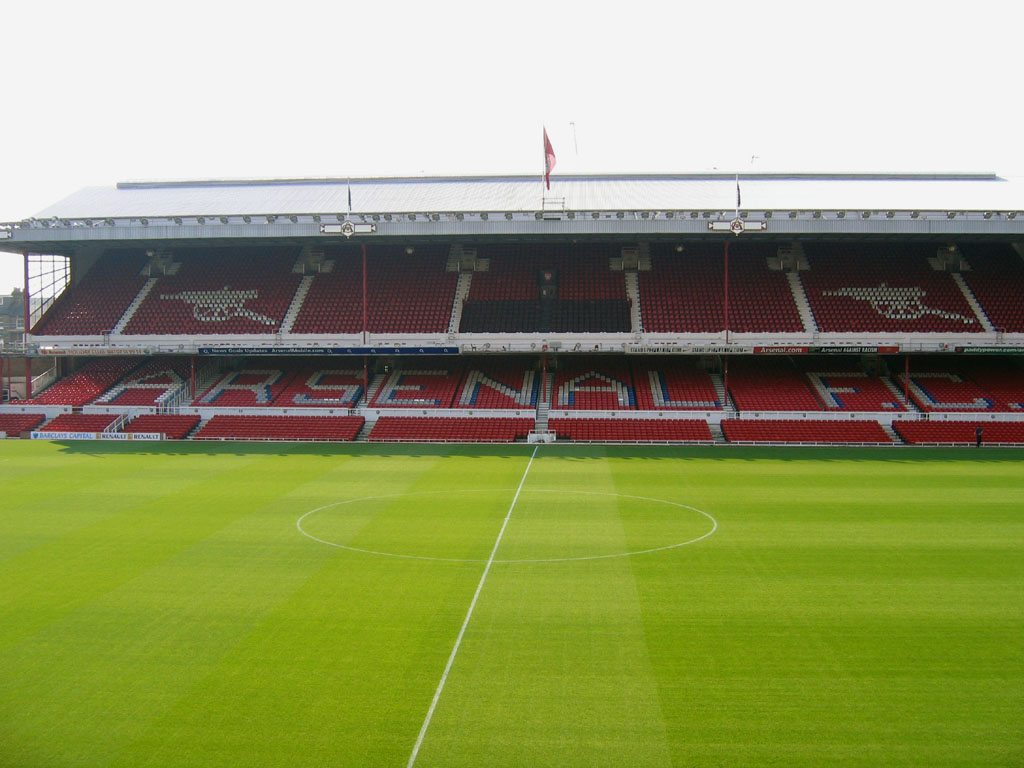
El partido de ida se jugó en Highbury, estadio de Arsenal

Paul Merson regresó al Arsenal, después de su ya pública adicción a la cocaína, alcohol y drogas. El internacional con Inglaterra, que ingresó en una clínica de rehabilitación para recibir tratamiento durante su ausencia, comenzó de suplente. El Arsenal alineó una formación 4-4-2, con Ian Wright emparejado junto a John Hartson en la delantera y Kevin Campbell por la derecha del medio campo, por su parte, el Milan alineó una formación similar, con Marcel Desailly y Demetrio Albertini en el centro del campo.
Antes del saque inicial se guardó un minuto de silencio en honor a Spagnolo; como es tradición en el fútbol italiano, los aficionados milaneses aplaudieron en muestra de respeto. Rob Hughes, corresponsal de fútbol de The Times, describió el partido como un «partido de entrenamiento», carente de «fervor y compromiso». Ningún equipo logró marcar, el Milan provocó en varias ocasiones el fuera de juego, mientras que el capitán del Arsenal, Tony Adams, impulsó a su equipo en su primer partido completo en dos meses, después de superar sus problemas con el alcohol. El entrenador George Graham evaluó el partido: «Volvió al Arsenal de antaño. Éramos muy sólidos» y, por otro lado, Glenn Moore, de The Independent, creía que el Milan podría haber ganado si hubiera terminado mejor el partido y hubiese anotado la volea ejecutada por Dejan Savićević en el minuto 75. Marco Simone tiró dos veces a puerta, mientras que un tiro libre ejecutado por Albertini obligó al portero del Arsenal, David Seaman, a intervenir.
Los seguidores del Arsenal aplaudieron la presentación de Merson en el minuto 74, al igual que cuando tocaba el balón. El futbolista admitió que se sintió abrumado por la ocasión, y añadió después del partido: «Ha sido una gran sensación estar en acción nuevamente y agradezco a todos aquellos que me lo han facilitado. Este es el primer paso hacia atrás».

### Detalles
| 1 de febrero de 1995 | Arsenal | 0:0     | Milan | Arsenal Stadium, Londres                                                      |                                                                               |
| 20:00 GMT            |         | Reporte |       | Asistencia: 38 044 espectadores Árbitro(s): Mario van der Ende (Países Bajos) | Asistencia: 38 044 espectadores Árbitro(s): Mario van der Ende (Países Bajos) |

| 1          | POR        | David Seaman     |     |
| 2          | DEF        | Lee Dixon        |     |
| 5          | DEF        | Steve Bould      |     |
| 6          | DEF        | Tony Adams       |     |
| 3          | DEF        | Nigel Winterburn |     |
| 4          | MED        | Stefan Schwarz   |     |
| 7          | MED        | John Jensen      | 85' |
| 10         | MED        | Ian Selley       |     |
| 8          | DEL        | Ian Wright       |     |
| 9          | DEL        | John Hartson     |     |
| 11         | DEL        | Kevin Campbell   | 74' |
| Entrenador | Entrenador | George Graham    |     |

| 1          | POR        | Sebastiano Rossi      |     |
| 2          | DEF        | Mauro Tassotti        |     |
| 3          | DEF        | Paolo Maldini         |     |
| 4          | DEF        | Demetrio Albertini    |     |
| 5          | DEF        | Alessandro Costacurta |     |
| 6          | MED        | Franco Baresi         |     |
| 7          | MED        | Roberto Donadoni      |     |
| 8          | MED        | Marcel Desailly       |     |
| 9          | DEL        | Marco Simone          |     |
| 10         | DEL        | Dejan Savićević       | 89' |
| 11         | DEL        | Daniele Massaro       |     |
| Entrenador | Entrenador | Fabio Capello         |     |

| 13 | MED | David Hiller | 85' |
| 14 | MED | Paul Merson  | 74' |

| 16 | DEL | Paolo Di Canio | 89' |

| Amonestado | 44' | Marco Simone |

| Árbitro | Mario van der Ende |

| 1          | POR        | David Seaman     |     |
| 2          | DEF        | Lee Dixon        |     |
| 5          | DEF        | Steve Bould      |     |
| 6          | DEF        | Tony Adams       |     |
| 3          | DEF        | Nigel Winterburn |     |
| 4          | MED        | Stefan Schwarz   |     |
| 7          | MED        | John Jensen      | 85' |
| 10         | MED        | Ian Selley       |     |
| 8          | DEL        | Ian Wright       |     |
| 9          | DEL        | John Hartson     |     |
| 11         | DEL        | Kevin Campbell   | 74' |
| Entrenador | Entrenador | George Graham    |     |

| 1          | POR        | Sebastiano Rossi      |     |
| 2          | DEF        | Mauro Tassotti        |     |
| 3          | DEF        | Paolo Maldini         |     |
| 4          | DEF        | Demetrio Albertini    |     |
| 5          | DEF        | Alessandro Costacurta |     |
| 6          | MED        | Franco Baresi         |     |
| 7          | MED        | Roberto Donadoni      |     |
| 8          | MED        | Marcel Desailly       |     |
| 9          | DEL        | Marco Simone          |     |
| 10         | DEL        | Dejan Savićević       | 89' |
| 11         | DEL        | Daniele Massaro       |     |
| Entrenador | Entrenador | Fabio Capello         |     |

| 13 | MED | David Hiller | 85' |
| 14 | MED | Paul Merson  | 74' |

| 16 | DEL | Paolo Di Canio | 89' |

| Amonestado | 44' | Marco Simone |

| Árbitro | Mario van der Ende |

## Partido de vuelta
El partido de vuelta se celebró en San Siro el 8 de febrero de 1995, lo que significó la reanudación del fútbol en Italia, ya que todos los partidos habían sido suspendidos durante una semana en honor a Spagnolo. El incidente en San Siro hizo que el Milan tuviera que utilizar medidas de seguridad, sin embargo, Ugo Allevi, portavoz del club, restó importancia a las noticias que indicaban que se había intensificado la seguridad para los seguidores del Arsenal: «No habrá ninguna medida de seguridad especial para ellos. Todos estarán alojados en un sector especial del estadio, separados de los fanáticos del Milan, preocupados por cómo se comportan nuestros fanáticos». En la noche antes del partido se vendieron 15 800 entradas; 13 600 de ellas compradas por aficionados del Milan, y Allevi admitió que no acudió mucha gente debido a la violencia que hubo en el anterior partido jugado en casa: «En estos momentos la gente tiene miedo de venir al fútbol».

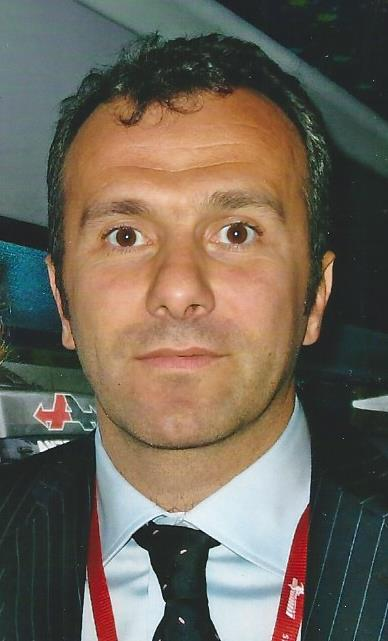
Dejan Savićević (foto de 2007)

El Milan empezó el partido de mejor manera que el rival, pero Simon Barnes comentó en su avance del partido, en The Times, que el principal apoyo del Arsenal era su «pura mentalidad sangrienta». La indisciplina del club fue un tema importante antes del partido, dado que dos jugadores habían sido expulsados en la derrota contra el Sheffield Wednesday. Asimismo, también se cuestionó el futuro de Graham después de los informes de que recibió pagos ilegales por acuerdos de transferencias de jugadores, los cuales desmintió. En su conferencia de prensa previa al partido, el entrenador del Arsenal elogió al fútbol europeo y estaba ansioso por ganar otro trofeo para el club: «Estamos teniendo una mala temporada y cualquier victoria en una copa vale algo».
Merson reemplazó a John Jensen en el once inicial del Arsenal, mientras que en el Milan, Zvonimir Boban reemplazó a Simone, amonestado por suspensión, y Christian Panucci sustituyó a Paolo Maldini. Graham empezó el partido con una formación 4-1-4-1, con Schwarz como mediocampista defensivo y Hartson posicionado por delante. El partido fue visto por 23 953 espectadores, el Milan consiguió una victoria por 2-0 y puso fin a la racha del Arsenal de 15 partidos sin perder en competición europea. El primer gol del equipo local se produjo pocos minutos antes del descanso, cuando Boban anotó a pase de Daniele Massaro, a pesar de que Schwarz intentó retenerlo a través de tirar de su camisa. El delantero croata casi anotó el segundo gol, pero Seaman bloqueo el disparo. Hasta entonces, el Arsenal había tenido una ocasión; en un balón largo en el minuto 19, Hartson logró dejar atrás a Franco Baresi, pero falló el tiro. Al Milan le resultó fácil contener los disparos del rival, dado que Desailly y Savićević influyeron en el ritmo del partido, este último estuvo a punto de marcar el segundo para el equipo milanés, cuando se adelantó y tiró a puerta, pero Seaman desvió el balón al poste. En la segunda parte, se le anuló un gol a Ian Wright por fuera de juego, sin embargo, el Milan continuó con sus ataques y marcó un segundo gol poco después; tras un saque de esquina ejecutado por Savićević, Massaro saltó más alto que su marcador, Lee Dixon, y cabeceó el balón que acabó por entrar en la portería. Martin Keown sustituyó a Dixon, quien requirió tratamiento médico en la segunda mitad.

### Detalles
| 8 de febrero de 1995 | Milan                                    | 2:0 (1:0) | Arsenal | San Siro, Milán                                                     |                                                                     |
| 20:30 CET            | Zvonimir Boban 41' · Daniele Massaro 67' | Reporte   |         | Asistencia: 23 953 espectadores Árbitro(s): Hellmut Krug (Alemania) | Asistencia: 23 953 espectadores Árbitro(s): Hellmut Krug (Alemania) |

| 1          | POR        | Sebastiano Rossi      |     |
| 2          | DEF        | Mauro Tassotti        |     |
| 3          | DEF        | Christian Panucci     |     |
| 4          | DEF        | Demetrio Albertini    |     |
| 5          | DEF        | Alessandro Costacurta |     |
| 6          | MED        | Franco Baresi         |     |
| 7          | MED        | Roberto Donadoni      |     |
| 8          | MED        | Marcel Desailly       |     |
| 9          | DEL        | Zvonimir Boban        |     |
| 10         | DEL        | Dejan Savićević       | 85' |
| 11         | DEL        | Daniele Massaro       | 80' |
| Entrenador | Entrenador | Fabio Capello         |     |

| 1          | POR        | David Seaman     |     |
| 2          | DEF        | Lee Dixon        | 66' |
| 3          | DEF        | Nigel Winterburn |     |
| 4          | DEF        | Stefan Schwarz   |     |
| 5          | DEF        | Steve Bould      |     |
| 6          | MED        | Tony Adams       |     |
| 7          | MED        | Kevin Campbell   | 76' |
| 8          | MED        | Ian Wright       |     |
| 9          | DEL        | John Hartson     |     |
| 10         | DEL        | Paul Merson      |     |
| 11         | DEL        | Ian Selley       |     |
| Entrenador | Entrenador | George Graham    |     |

| 14 | MED | Stefano Eranio | 80' |
| 15 | DEL | Paolo Di Canio | 89' |

| 12 | DEF | Martin Keown | 76' |
| 15 | MED | Ray Parlour  | 66' |

| Anotado | 41' | Zvonimir Boban  | 1-0 |
| Anotado | 67' | Daniele Massaro | 2-0 |

| Amonestado | 24' | Demetrio Albertini    |
| Amonestado | 59' | Alessandro Costacurta |

| Amonestado | 13' | Steve Bould |

| Árbitro | Hellmut Krug |

| 1          | POR        | Sebastiano Rossi      |     |
| 2          | DEF        | Mauro Tassotti        |     |
| 3          | DEF        | Christian Panucci     |     |
| 4          | DEF        | Demetrio Albertini    |     |
| 5          | DEF        | Alessandro Costacurta |     |
| 6          | MED        | Franco Baresi         |     |
| 7          | MED        | Roberto Donadoni      |     |
| 8          | MED        | Marcel Desailly       |     |
| 9          | DEL        | Zvonimir Boban        |     |
| 10         | DEL        | Dejan Savićević       | 85' |
| 11         | DEL        | Daniele Massaro       | 80' |
| Entrenador | Entrenador | Fabio Capello         |     |

| 1          | POR        | David Seaman     |     |
| 2          | DEF        | Lee Dixon        | 66' |
| 3          | DEF        | Nigel Winterburn |     |
| 4          | DEF        | Stefan Schwarz   |     |
| 5          | DEF        | Steve Bould      |     |
| 6          | MED        | Tony Adams       |     |
| 7          | MED        | Kevin Campbell   | 76' |
| 8          | MED        | Ian Wright       |     |
| 9          | DEL        | John Hartson     |     |
| 10         | DEL        | Paul Merson      |     |
| 11         | DEL        | Ian Selley       |     |
| Entrenador | Entrenador | George Graham    |     |

| 14 | MED | Stefano Eranio | 80' |
| 15 | DEL | Paolo Di Canio | 89' |

| 12 | DEF | Martin Keown | 76' |
| 15 | MED | Ray Parlour  | 66' |

| Anotado | 41' | Zvonimir Boban  | 1-0 |
| Anotado | 67' | Daniele Massaro | 2-0 |

| Amonestado | 24' | Demetrio Albertini    |
| Amonestado | 59' | Alessandro Costacurta |

| Amonestado | 13' | Steve Bould |

| Árbitro | Hellmut Krug |

|                     |
| Bandera de Italia   |
| Campeón A. C. Milan |
| 3° Título           |

## Consecuencias
La actuación del Milan fue elogiada por el periodista Russell Thomas, quien tituló su sección en The Guardian con la siguiente frase: «Más allá de las capacidades inglesas, el Milan produjo fútbol de manera fácil y elegante». En contraste, Moore notó que el Arsenal había sido «diferente al estéril y nervioso que se ve en los partidos de competición doméstica». Graham describió al Milan como «...el mejor equipo de Europa o del mundo, hemos aprendido mucho, pero podríamos haberles dado un mejor partido, y estoy decepcionado». Capello estaba contento con la victoria del Milan, y creía que su equipo «todavía estaba a dos meses de donde debería estar», pese a ser su octavo trofeo como entrenador del club, uno más que su predecesor Arrigo Sacchi. El entrenador del Milan dijo sobre el logro: «La mentalidad de este gran club pasa de los jugadores más viejos a los más jóvenes, por lo que aprenden a autosacrificarse y a luchar por cada trofeo que juegan».
El Arsenal y el Milan llegaron a las finales de 1995 de la Recopa y Liga de Campeones de la UEFA respectivamente, pero no lograron ganar los títulos: el Arsenal perdió en la prórroga ante el Real Zaragoza y el Milan por 1-0 ante el Ajax.